# Юность (радиоконструктор)
«Ю́ность» — серия радиоконструкторов, выпускавшихся Первым московским приборостроительным заводом с середины 1960-х до начала 1990-х годов. Все они предназначались для сборки карманного транзисторного радиоприёмника прямого усиления.

## Модели
Радиоконструктор «Юность» представлял собой корпус радиоприёмника, печатную плату, набор радиоэлементов, инструкцию по сборке. Всё это было упаковано в блистер и красочную коробку. 
В основу радиоконструкторов последних из серии радиоприёмников, была положена схема прямого усиления, доработанная радиолюбителем Верютиным. Радиоконструктор пользовался большой популярностью у начинающих радиолюбителей 1980-х годов.

### Юность
Производился с 1965 года. Набор описан в журнале «Радио» № 9, 1965 год. Рефлексный радиоприёмник прямого усиления 2-V-3 для диапазона СВ (200—550 метров) на 4 германиевых транзисторах. Разработан Центральным радиоклубом СССР совместно с КБ Московского приборостроительного завода. В первые  наборы не входили транзисторы. Начиная с 1972 года наборы комплектовались транзисторами. Корпуса были разных цветов: золотисто-бирюзовый, черно-белый, серо-белый, бежевый. Цена набора на момент выпуска составляла 12 рублей. С 1972 года цена радиоконструктора снизилась до 9 руб. 75 копеек, при этом в набор добавили 4 транзистора. 

### Юность КП101
Выпускался в двух вариантах.  С 1974 года выпускался без подстроечного резистора R1. В этом варианте на шильдике на задней крышке надпись на латинице "Made in  USSR". Редкий вариант, в настоящее время их почти не осталось. С 1976 года начал выпускаться модернизированный вариант, с подстроечным резистором и надписью на шильдике на русском языке "Сделано в СССР".  Корпус радиоприемника был двух цветов — в большинстве наборов встречался корпус черного цвета, реже — серого. В набор по сравнению с  "Юностью" уже входили транзисторы (2 транзистора П403 для рефлексных цепей и 2 МП39Б для выходного каскада УНЧ). Набор также описан в журнале «Радио» № 3 1984. Приёмник был довольно сложен в настройке из-за наличия рефлексных каскадов и регенеративного контура, который в большинстве случаев отключался. Цена — 11 рублей.

### Юность 105
Производился с 1985 года. Представлял собой усовершенствованную версию приёмника «Юность 101» в другом корпусе, на кремниевых транзисторах и без регенеративных контуров.

### Юность 202
Производился с 1988 года. Приёмник прямого усиления для диапазона СВ на 11 транзисторах с относительно высокой чувствительностью. Разработка московского радиолюбителя Верютина. Особенность конструкции — использование диодного ограничителя вместо АРУ. Цена набора на момент выпуска составляла 14 рублей. Схема была признана лучшей из 200 представленных на конкурс журнала «Радио» в 1986—1987 г. Условием конкурса было — разработать приёмник с использованием корпуса и максимального числа деталей из заводского набора «Юность-105», но с лучшими характеристиками.

### Юность 102
Упрощённая версия приёмника Юность 202. Производился с 1988 года. Приёмник прямого усиления 2-V-3 для диапазона СВ (200—500 метров) на 9 кремниевых транзисторах. Цена набора на момент выпуска составляла 11 рублей.

### Юность-мини
Вероятно, не выпущенный набор для сборки приёмника, работающего на головные телефоны. Упоминается в статье Д. Пронина «Вместо послесловия» (Радио № 8, 1987, с. 51).
«Обилие интересных схемотехнических решений позволило нашему заводскому КБ не только доработать „Юность 105“, но и модернизировать его предыдущую модель — „Юность КП-101“, а также разработать ещё один набор — „Юность-мини“, из деталей которого можно собрать малогабаритный радиоприёмник, рассчитанный на работу с миниатюрным головным телефоном.»